# Invidie
Invidia (din latină invidia) este un sentiment de părere de rău, de necaz, de ciudă, provocat de succesele, calitățile sau situația bună a altei persoane.

## Cercetare invidie
În lucrările filozofilor, invidia este considerată un fenomen universal, funcțiile distructive fiind consemnate într-un efort de a poseda ceea ce aparține altuia și care este obiectul invidiei sau în dorința de a selecta, de a atribui realizările altui.
Helmut Sjök a prezentat lucrările sale diverse despre Envy: o teorie a comportamentului social. Un studiu cuprinzător al invidiei ca fenomen cultural care se manifestă în diferite moduri.
Studiile efectuate la Institutul Național de Radiologie (NIRS) din Japonia, efectuate sub îndrumarea lui Hidehiko Takahashi, au arătat că reacția creierului în timpul invidiei are loc în principal în partea anterioară a cingulului, cu aceeași regiune a creierului jucând un rol-cheie în durere.

## În psihanaliză
Potrivit lui Melanie Klein, gelozia este opusul relațiilor de dragoste. În cartea ei "Invidie și recunoștință", ea observă că "O persoană invidioasă este bolnavă la vederea plăcerii. El este bine doar cu suferința celorlalți. Prin urmare, toate încercările de a satisface invidia sunt inutile ".
Jacques Lacan subliniază faptul că invidia și gelozia nu trebuie confundate. Invidindu-ne, nu ne străduim deloc să obținem obiectul acesta sau acel obiect, de regulă nu avem nevoie de ceea ce invidiem altă persoană, deoarece fericirea celuilalt nu este deloc legată de umerii noștri.

## Invidia, perspective științifice

### Invidia simplă, indiciu al bucuriei invidioase
Pentru a cerceta ce provoacă aceste sentimente de ,,bucurie la răul altuia” profesorul Richard H. Smith (profesor de psihologie la Universitatea din Kentucky) a invitat două grupuri de studenți să evalueze o așa-zisă ședință video de antrenament despre intrarea la școala de medicină. Unui grup i s-a arătat un film în care actorul interpreta rolul unui student la școala de medicină care avea un BMW, o prietenă drăguță și o familie bogată și care se lăuda că este capabil să ia note de A studiind foarte puțin. Celuilalt grup i s-a arătat un tânăr cu mijloace modeste, fără prietenă sau mașină, care studia din greu, obținând doar note de B. Chestionarele, deloc surprinzător, au indicat că studenții au resimțit nivele mai înalte de invidie față de primul aspirant
Profesorul Smith a arătat apoi subiecților un epilog care dezvăluia că niciun student nu a ajuns la școala de medicină în final; amândoi au fost arestați pentru furt de metamfetamină din laboratorul școlii. Un al doilea chestionar a măsurat cum au primit vestea subiecții săi. Căderea aspirantului bogat și atrăgător a inspirat mai multă bucurie decât căderea celuilalt. Invidia simplă, (ca mâhnire), pe care profesorul Smith spune că a testat-o, este un potențial prezicător (indiciu) al bucuriei invidioase (bucuria la răul altuia).

### Bărbații, nu și femeile, se bucură la suferința celor răi
Un experiment din 2006 sugerează că bărbații, dar nu și femeile, se bucură când văd oameni răi suferind. Studiul era proiectat să măsoare empatia prin urmărirea a ce centrii din creier sunt stimulați când subiecții observă pe cineva care are o experiență dureroasă. Cercetătorii se așteptau că centrul empatiei din creier să arate mai multă stimulare când cei priviți ca buni primesc un șoc electric în raport cu situația în care șocul era administrat unor subiecți pe care individul avea motive să-i considere răi. Acesta a fost într-adevăr cazul(empatia mult mai mare pentru cei considerați buni), dar pentru subiectul de tip masculin, centrii plăcerii din creier se activau, de asemenea, când altcineva primea un șoc pe care bărbații îl considerau binemeritat.(bărbații simțeau plăcere când cei răi primeau durere într-un mod considerat de ei meritat)

### Bărbații preferă pedeapsa altruistă
Procesele neuronale care stau la baza empatiei sunt subiectul unui interes intens în cadrul neuroștiințelor sociale(1-3). Oricum, puțin se cunoaște despre cum răspunsurile empatice din creier sunt modulate de legătura afectivă dintre indivizi. Noi arătăm aici că răspunsurile empatice sunt modulate de preferințele învățate, un rezultat care este în acord cu modelele economice de preferare socială (4-7). Am angajat bărbați și femei voluntari într-un joc economic, în care cele două confederații jucau cinstit și necinstit, și le-am măsurat apoi activitatea creierului cu FMRI în timp ce aceiași voluntari observau confederațiile primind durere. Ambele sexe exhibau activare legată de empatie în zonele cerebrale legate de durere (fronto-insular and anterior cingulate cortices) îndreptată spre jucătorii corecți (empatia bărbaților și femeilor față de cei corecți). Totuși, aceste răspunsuri legate de empatie erau semnificativ reduse la bărbați, când aceștia observau o persoană incorectă primind durere (empatia bărbaților scade când persoana care primește durere este incorectă, însoțită de activarea dorinței de răzbunare). Acest efect era însoțit de activare crescută în zonele responsabile cu recompensa, zone corelate cu dorința expresă de răzbunare. Am concluzionat că în cazul bărbaților, cel puțin, răspunsurile empatice sunt modulate de valorizarea comportamentului social al oamenilor, și anume că ei empatizează cu concurenții corecți, favorizând pedeapsa fizică a oponenților incorecți, o descoperire care reflectă o dovadă recentă despre pedeapsa altruistă.

## Invidia în literatură
Surorile vitrege ale Cenușăresei erau invidioase pe frumusețea acesteia (cf. Barnhart).
În povestea Albei-ca-Zăpada scrisă de frații Grimm mama vitreagă a Albei-ca-Zăpada, împărăteasa, o pizmuia pe aceasta.

## Invidia în religie
Biserica creștină a stabilit șapte păcate capitale: mândria , desfrânarea, lăcomia, iubirea de arginți, invidia (pizma), mânia, lenea.